# Temperatura Hagedorn
Temperatura Hagedorn, TH, este o temperatură din fizica teoretică la care materia hadronică (adică materia obișnuită) nu mai este stabilă și trebuie fie să se „evapore”, fie să se transforme în materie quarcică; ca atare, poate fi considerată „punctul de fierbere” al materiei hadronice. A fost descoperită de Rolf Hagedorn⁠(d). Temperatura Hagedorn există deoarece cantitatea de energie disponibilă este suficient de mare încât perechile de particule materie-antimaterie (quarc – antiquarc) să poată fi extrase spontan din vid. Astfel, considerat naiv, un sistem la temperatura Hagedorn poate acomoda orice cantitate de energie se poate introduce, deoarece quarcurile formate oferă noi grade de libertate, și astfel temperatura Hagedorn ar fi un absolut fierbinte de nedepășit. Cu toate acestea, dacă această fază este privită ca fiind formată din quarcuri, devine evident că materia s-a transformat în materie quarcică, care poate fi încălzită în continuare.
Temperatura Hagedorn, TH, este de aproximativ 150 MeV/kB sau aproximativ 1.7×1012 K, puțin peste masa-energie a celor mai ușori hadroni, pionul. Materia la temperatura Hagedorn sau mai mare va emite bile de foc de particule noi, care pot produce din nou bile de foc, iar particulele ejectate pot fi apoi detectate de detectorii de particule. Această materie quarcică ar putut fi detectată în coliziunile ionilor grei la SPS și LHC de la CERN (Franța și Elveția) și la RHIC de la Brookhaven National Laboratory (SUA).
În teoria coardelor, poate fi definită o temperatură Hagedorn separată pentru coarde, mai degrabă decât pentru hadroni. Această temperatură este extrem de mare (1030 K) și, prin urmare, de interes în principal teoretic.

## Istoric
Temperatura Hagedorn a fost descoperită de fizicianul german Rolf Hagedorn⁠(d) în anii 1960, în timp ce lucra la CERN. Lucrările sale privind modelul bootstrap statistic al producției de hadroni au arătat că, deoarece creșterile de energie într-un sistem vor duce la producerea de noi particule, o creștere a energiei de coliziune va crește entropia sistemului mai degrabă decât temperatura, și „temperatura rămâne blocată la o valoare limită”.

## Explicație tehnică
Temperatura Hagedorn este temperatura TH deasupra căreia suma de partiție diverge într-un sistem cu creștere exponențială a densității de stări.
{\displaystyle \lim _{T\rightarrow T_{\text{H}}^{-}}\operatorname {Tr} \left[e^{-\beta H}\right]=\infty }
unde {\displaystyle \beta =1/k_{\text{B}}T}, {\displaystyle k_{\text{B}}} fiind constanta Boltzmann.
Datorită divergenței, oamenii pot ajunge la concluzia greșită că este imposibil să existe temperaturi peste temperatura Hagedorn, ceea ce ar face-o temperatura absolută maximă, deoarece ar necesita o cantitate infinită de energie. În ecuații:
{\displaystyle \lim _{T\rightarrow T_{\text{H}}^{-}}E=\lim _{T\rightarrow T_{\text{H}}^{-}}{\frac {\operatorname {Tr} \left[He^{-\beta H}\right]}{\operatorname {Tr} \left[e^{-\beta H}\right]}}=\infty }
Această linie de gândire era cunoscută ca fiind falsă chiar și de Hagedorn. Funcția de partiție pentru crearea perechilor hidrogen-antihidrogen diverge și mai rapid, deoarece primește o contribuție finită de la nivelurile de energie care se acumulează la energia de ionizare. Stările care cauzează divergența sunt mari spațial, deoarece electronii sunt foarte departe de protoni. Divergența indică faptul că la o temperatură scăzută nu se va produce hidrogen-antihidrogen, ci protoni/antiprotoni și electroni/antielectroni. Temperatura Hagedorn este doar o temperatură maximă în cazul nerealist fizic al unui număr exponențial de specii cu energie E și dimensiune finită.
Conceptul de creștere exponențială a numărului de stări a fost propus inițial în contextul fizicii materiei condensate. A fost introdus în fizica energiei înalte la începutul anilor 1970 de Steven Frautschi⁠(d) și Hagedorn. În fizica hadronică, temperatura Hagedorn este temperatura de deconfinare.

## În teoria coardelor
În teoria coardelor, aceasta indică o tranziție de fază: tranziția la care se produc în cantități mari coarde foarte lungi. Este controlată de mărimea tensiunii coardelor, care este mai mică decât scara Planck cu o anumită putere a constantei de cuplaj. Prin ajustarea tensiunii să fie mică în comparație cu scara Planck, tranziția Hagedorn poate fi mult mai mică decât temperatura Planck. Modelele tradiționale de unificare mare ale coardelor plasează aceasta în magnitudinea de 1030 K, cu două ordine de mărime mai mică decât temperatura Planck. Astfel de temperaturi nu au fost atinse în niciun experiment și sunt mult dincolo de ceea ce poate fi atins cu tehnologia actuală sau chiar previzibilă.